# 33 Orionis
33 Orionis (n¹ Orionis) é uma estrela na direção da Orion. Possui uma ascensão reta de 05h 31m 14.53s e uma declinação de +03° 17′ 31.7″. Sua magnitude aparente é igual a 5.46. Considerando sua distância de 1567 anos-luz em relação à Terra, sua magnitude absoluta é igual a −0.82. Pertence à classe espectral B1.5V.